# باگاخانگای
باگاخانگای (به لاتین: Bagakhangai) یک منطقهٔ مسکونی در مغولستان است که در اولان‌باتور واقع شده‌است. باگاخانگای ۳٬۸۶۴ نفر جمعیت دارد و ۱٬۵۰۰ متر بالاتر از سطح دریا واقع شده‌است.